# Øygarden (ehemalige Kommune)

Wappen der ehemaligen Kommune

Øygarden war eine Kommune in der ehemaligen norwegischen Provinz (Fylke) Hordaland. Sie bestand aus etwa 450 relativ flachen, bis zu 74 Meter hohen Inseln, Holmen und Schären an der Nordsee und war von Fjorden umgeben. Die Mehrheit der Einwohner lebte auf den sechs größten Inseln, deren größte Alvøyna mit 12,2 km² war. Im Norden grenzte die Kommune Fedje an Øygarden, im Osten die Kommunen Radøy, Meland und Askøy und im Süden die Kommune Fjell. Administratives Zentrum von Øygarden war der Ort Rong.

## Geschichte
Die Kommune entstand 1964 aus der bisherigen Kommune Hjelme und Teilen von Herdla herad. Auf einer Fläche von 66 km² lebten 4889 Einwohner (Stand: 1. Januar 2019).
Am 1. Januar 2020 wurde Øygarden mit den beiden Kommunen Fjell und Sund zusammengeschlossen. Die neue Kommune heißt ebenfalls Øygarden.

## Persönlichkeiten
- Martin Rasmussen Hjelmen (1904–1944), Widerstandskämpfer gegen die deutsche Besatzung, von Schweden an Deutschland ausgeliefert und im Zuchthaus Brandenburg getötet.[2]
- Alexander Dale Oen (1985–2012), norwegischer Schwimmer, Weltmeister 100 m Brust Schwimmweltmeisterschaften 2011
- Ole Martin Halvorsen (* 2000), Sportschütze

## Wirtschaft
In Sture auf der Insel Alvøyna wurde 1988 eine Ölterminal errichtet, das durch eine Pipeline Erdöl vom Oseberg-Öfeld erhält. In Kollsnes auf der Insel Ona besteht seit 1996 eine Station zur Erdgasreinigung.